# Ljungby Arena
Ljungby Arena (dawniej Sunnerbohov) – kryte lodowisko w Ljungby, w Szwecji. Zostało otwarte w 1981 roku. Pojemność areny wynosi 3500 widzów (z czego 1523 miejsca są siedzące). Swoje spotkania na obiekcie rozgrywają hokeiści klubu IF Troja-Ljungby.